# Zvjezdana vrata SG-1 (sezona 1)
Stargate SG-1 (hrv.:Zvjezdana vrata SG-1) je američka znanstveno fantastična televizijska serija nastala 1997. godine po istoimenom filmu iz 1994. godine. Slijede kronološki poredane epizode u prvoj sezoni emitiranja ove serije.

## 1. Djeca bogova
General George Hammond ponovo poziva pukovnika Jack O'Neilla koji je u mirovini. Razlog za ponovno vraćanje na dužnost je dolazak Goa'ulda Apofisa kroz Zvjezdana vrata. Oni ubijaju nekoliko vojnika i otimaju jednu ženu, a sve s ciljem da postane novi domaćin njegovoj kraljici. Nakon toga je odvode na Chulak. U ovoj epizodi im se pridružuje Teal'c, tada Apofisov prvi Jaffa. 

## 2. Neprijatelj među nama
Ekipa SGC-a bori se za spas života Kawalskog (vojnika kojeg preuzima jedan Goa'uldski simbiont). Doktori uspijevaju odstraniti simbionta, ali na žalost prekasno jer je Goa'uld već uspio preuzeti Kawalskog. Kawalskog ubija Teal'c kako bi ga spriječio u pokušaju bijega kroz Zvjezdana vrata. 

## 3. Emancipacija
U prvoj zajedničkoj misiji Teal'c, Samantha Carter i Jack O'Neill posjećuju planet nastanjen humanoidima sličnim Mongolima na zemlji, a zovu se Shavadai. Otkrivaju da su tamo žene obespravljene. Carter je oteta od strane Abua, sina poglavice u čijem plemenu su smješteni. Prodana je drugom poglavici kao roblje. Uz pomoć Abuovog oca uspijevaju osloboditi Carter.

## 4. Brokina podjela
Ekipa SG-1 donosi na Zemlju svojevrsnu bolest. Osim Daniela i Teal'ca svi članovi tima počinju se pretvarati u divlje pripadnike primitivne populacije s planeta tame koji su posjetili. Teal'c i Danijel se vraćaju na planet i pokušavaju otkriti lijek za tu transformaciju.

## 5. Prva zapovijed
Ekipa SG-1 poslana je u misiju spašavanja ekipe SG-9 koja je proglašena nestalima na planetu nastanjenom humanoidima na niskom stupnju tehnološkog razvoja. Međutim, otkrivaju da ekipa SG-9 ne želi biti spašena jer vođa ekipe SG-9 Jonas Hanson vidi u tome priliku za moć i proglašava se bogom. Tjera stanovnike da obnove divovske Goa'uldske hramove i time ih osuđuje na smrt zbog izloženosti opasnoj sunčevoj radijaciji. Također pokušava sagraditi narandžasti štit koji će planet zaštiti od radijacije.
Uz pomoć Jamala (jednog od naseljenika planeta) odlaze u potragu kako bi ljudima pokazali da Hansonova moć dolazi iz tehnologije, a ne božanstva. Oni pronalaze drugi dio tehnologije neophodnog za aktivaciju štita.

## 6. Mrtvi Lazar
SG-1 odlaze u misiju na planet gdje pronalaze polje razbijenih kristala. O'Neill dotakne jedan kristal te se udvostruči zbog nepoznate moći kristalnog bića. Njegov dvojnik odlazi na Zemlju, a O'Neill ostaje u nesvijesti na planetu. Dvojik odlazi pronaći O'Neillovu ženu Saru i pokušava pronaći Jackovog sina Charlieja, koji je poginuo prije nekoliko godina kako bi mu olakšao emocionalnu bol zbog gubitka sina.
Za to vrijeme Carter i Daniel proučavaju uzorak kristala koji su donijeli s planete te otkrivaju da kristali sadrže bića od čiste energije zvana Jedinstvo. Uspjevaju komunicirati s njima i tada saznaju o njihovom tragičnom susretu s Goa'uldima. Pripadnici Jedinstva im govore o tome kako su Goa'uldi gotovo istrijebili njihovu rasu jer su ih smatrali opasnima. Kristal im također kaže da ne mogu dugo preživjeti u Zemaljskoj atmosferi i njenom magnetskom polju te da moraju biti vraćeni na svoj matični planet.

## 7. Noksi
Ekipa SG-1 odlazi u misiju koja ima za cilj da pronađu i uhvate Fenrija, biće koje ima moć da postane nevidljivo. Međutim, tamo nailaze na Apofisa i njegove Jaffe. U sukobu s Apophisom cijela ekipa strada. Nakon nekog vremena su oživljeni i tada upoznaju Nokse. Oni su ih oživjeli te imaju moć da ljude i stvari učine nevidljivima. Vrlo su miroljubiv narod koji ne razumije opasnost koja im prijeti od Goa'ulda. 	

## 8. Kratak život
O'Neill i SG-1 dolaze na planet Argos u trenutku kada se jedna od stanovnica planeta porađa u hramu gdje su smještena Vrata. Nakon što Daniel porodi dijete, ekipa je pozvana na slavlje. Tamo pronalaze civilizaciju prekrasnih mladih ljudi. Saznaju da je njihov životni vijek ograničen, žive u prosjeku 100 dana. O'Neill postaje žrtva zavođenja jedne mlade djevojke i u kontaktu s njom biva zaražen nanitima koji uzrokuju starenje. Ostatak SG-1 tima vraća se na Zemlju da bi pronašao lijek.

## 9. Thorov čekić
SG-1 dolaze na planet Cimmeru, dom legendarnih nordijskih bogova. Teal'c je zarobljen zrakom koja štiti svijet od Goaulda. Također se susreću s Unasima, vrstom koja je prva bila domaćin za Goa'uldsku rasu.

## 10. Tantalove muke
Pregledajući stare spise o Zvjezdanim vratima Daniel Jackson pronalazi stare zapise o eksperimentima nad zvjezdanim vratima koji su provođeni 1945. Saznaje da je tadašnji tim stručnjaka uspio otvoriti vrata i poslati znanstvenika Ernesta Littlefielda kroz crvotočinu. Pošto se on nikada nije vratio zaustavljeni su svi pokusi nad vratima narednih 50 godina. Danijel uz pomoć Catherine Langford (koja je nadgledala projekt Zvjezdanih vrata godinama) odlazi u potragu za Littlefieldom.

## 11. Krvna linija
Iz straha da bi njegovi novi saveznici mogli posumnjati u njegovu odanost Teal'c odlučuje im ne reči da na Chulaku ima obitelj. Ipak, prisiljen je da im to prizna jer je Raya'c (njegov sin) došao u starosnu dob kada se treba izvršiti Primt'a- ritual implantacije goauldskog simbionta, što Teal'c očajnički želi spriječiti.

## 12. Vatra i voda
Daniel je zarobljen od izvanzemaljskog humanoida po imenu Nem koji od Daniela traži informacije o svojoj partnerici Omoroci. Ona je živjela na Zemlji prije 4000 godina u Babilonu. Daniel se pokušava sjetiti Babilonske prošlosti i pristaje pomoći Nemu iz suosjećanja, riskirajući svoj život. Za to vrijeme na Zemlji članovi SG-1 tima shvaćaju da je prikaz Danijelove smrti zapravo umetnuto sjećanje i odlučuju se vratiti na planet.

## 13. Hathor
Arheolozi prilikom istraživanja Majanske piramide u Meksiku pronalaze sarkofag prekriven egipatskim hijeroglifima te na slobodu puštaju Hathor (Goa'uldsku kraljicu koja je provela u snu tisuće godina).
Hathor stiže u SGC prerušena u beskućnicu i uz pomoć svog fizičkog izgleda i omamljujućeg praha zavodi muškarce. Ona planira zauzeti svijet koristeći O'Neilla kao svog prvog Jaffaa i Daniela kao izvor DNK za nove Goa'ulde. U tome je sprječava Carter Teal'c i nekolicina žena.

## 14. Singularnost
SG ekipa dolazi na planet P8X-987 da bi promatrala crnu rupu i otkriva da su Goa'uldi ubili cjelokupno stanovništvo osim jedne djevojčice po imenu Cassandra. Njoj je u grudni koš ugrađena bomba koja se aktivirala nakon što je SG-1 tim proveo djevojčicu kroz Zvjezdana vrata na Zemlju.

## 15. Cor-ai
SG-1 tim dolazi na planet označen sa P3X-1279. Teal'c odmah prepoznaje svijet kao jedno od Goa'uldskih najdražih mjesta za otimanje ljudi za asimilaciju. Kao Apofisov prvi posjećivao je ovaj svijet. Toga se sjeća Hanno, Byrsanac kojem je Teal'c u jednom dolasku ubio oca i traži osvetu. 

## 16. Enigma
SG-1 ekipa stiže na planet Tollan u trenutku kada je počela erupcija vulkana. Uspijevaju spasiti nekolicinu ljudi koji su ležali kraj Zvjezdanih vrata i dovesti ih na Zemlju. Međutim, umjesto zahvale Tollanci zahtijevaju da ih se prebaci s tog primitivnog svijeta na neki napredniji, ne želeći objasniti tko su i razloge zašto žele otići tako brzo.

## 17. Osamljenost
Prilikom evakuacije pukovnika Jacka O'Neilla i SG-1 tima iz oružanog sukoba s neprijateljske planete dolazi do kvara Zvjezdanih vrata. To dovodi do toga da su Teal'c i Daniel Jackson sigurno vraćeni na Zemlju, a Samantha Carter i Jack O'Neill su zarobljeni u ledenoj pećini na njima nepoznatom planetu.

## 18. Limeni čovjek
SG-1 ekipa dolazi na planet označen kao P3X-989, gdje su onesviješteni električnom zamkom. Probudivši se shvaćaju da se nalaze u podzemnom laboratoriju s Harlanom, čudnim stanovnikom P3X-989 koji tvrdi za sebe da je star 11 000 godina. Također govori da ih je unaprijedio.
Vrativši se na Zemlju shvaćaju da su oni sada strojevi s ugrađenom originalnom svijesti članova SG-1 i da je to bio razlog zašto se Harlan protivio njihovom povratku. Situacija se pogoršava kada shvate da im nestaje energije te da će umrijeti ako se ne vrate na P3X-989.

## 19. Milošću božjom
SG-1 ekipa dolazi na planet označen kao P3R-233, svijet koji su Goa'uldi uništili. Daniel Jackson otkriva tajanstveno ogledalo koje ga je nakon što ga je dotaknuo prenijelo u realnost. 

## 20. Politika
Nakon povratka iz realnosti u koju je dospio pomoću ogledala na planeti P3R-233, Daniel Jackson upozorava SGS da je samo pitanje vremena kada će Goa'uldi lansirati napad na Zemlju. Dok se SGS pokušava pripremiti za najavljenu invaziju, pojavljuje se još jedan problem. Senator Kinsey (moćni političar koji nadgleda ogroman budžet Stargate programa) odlučuje zatvoriti program zbog toga što ga smatra beskorisnim i preskupim.

## 21. U zmijskom gnijezdu
Senator Kisey uspijeva u svojoj namjeri. Stargate program je zaustavljen unatoč upozorenju o invaziji. SG-1 tim se oglušuje na zapovijedi i odlazi kroz Zvjezdana vrata na mjesto odakle bi napad trebao krenuti kako bi pokušali spasiti Zemlju.